# 斯特雷皮-蒂约升船机

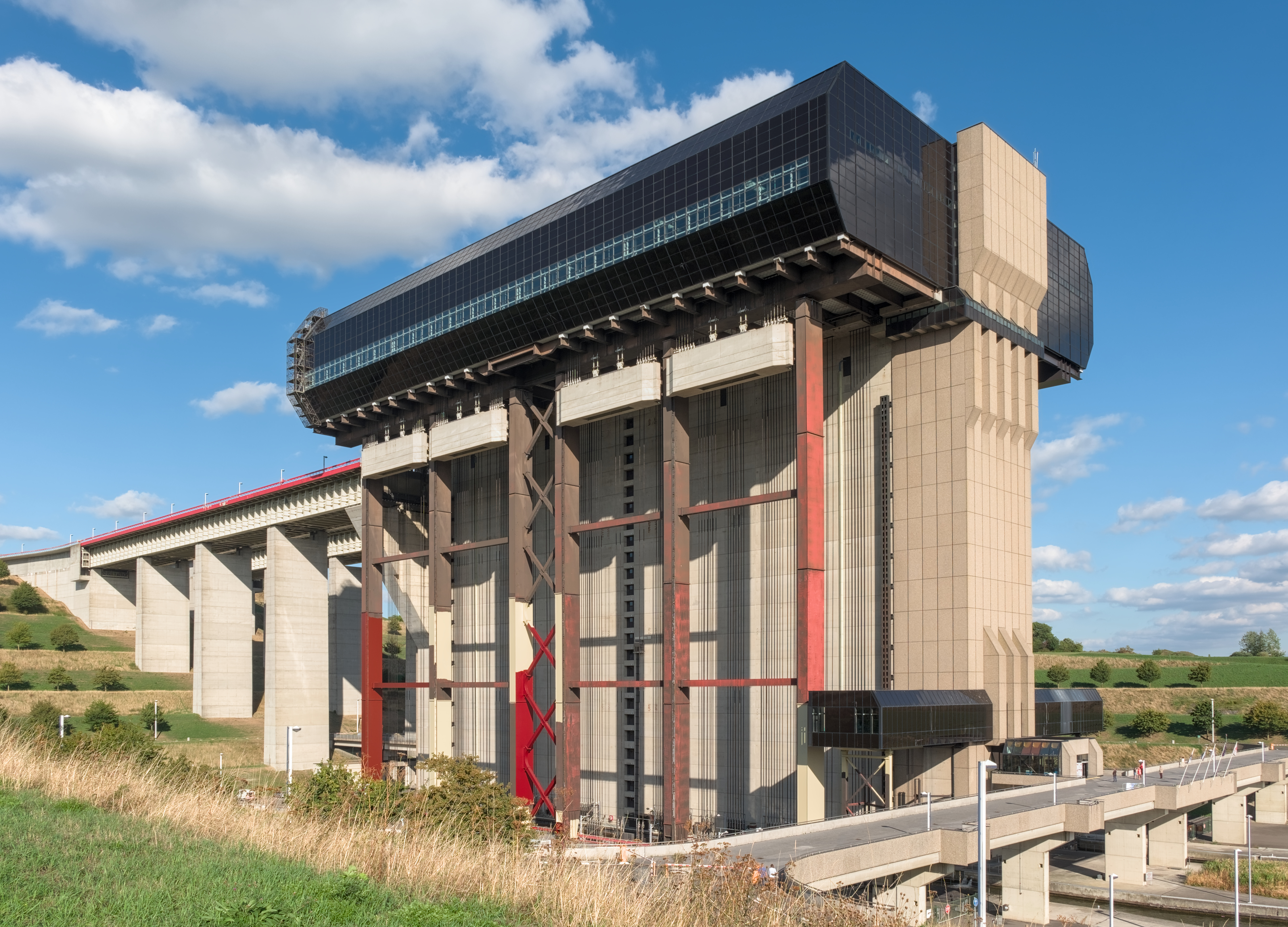
斯特雷皮-蒂约升船机

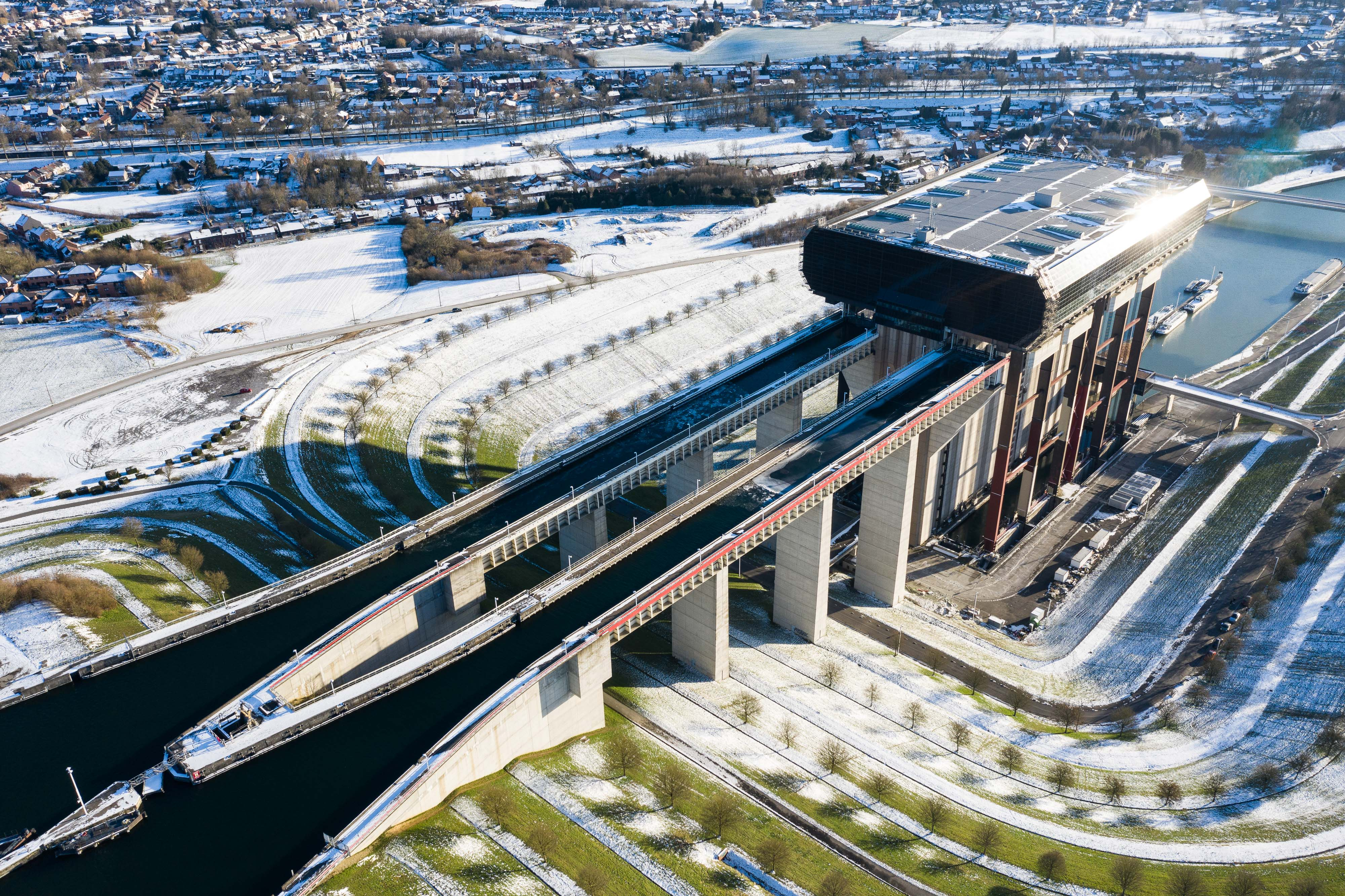
斯特雷皮-蒂约升船机鸟瞰图

斯特雷皮-蒂约升船机（法語：ascenseur de Strépy-Thieu）位于比利时埃諾省中部运河上的升船机，位于斯特雷皮-布拉克尼与蒂约村的交界处，因而得名。上游和下游河段之间的高度差为73.15米，在2016年1月中国三峡大坝升船机竣工之前是世界上最高的升船机。